# Kulometné hnízdo
Kulometné hnízdo je vojenská stavba – objekt určený k umístění lehkého nebo těžkého kulometu. Podle charakteru stavby může být kulometné hnízdo trvalé nebo dočasné. Úkolem kulometného hnízda je účinnou palbou bránit postupu pěchoty a lehké techniky nepřítele.

## Kulometné hnízdo vz. 36
Kulometné hnízdo vzor 36 je objekt trvalého charakteru charakterizovaný jednou střeleckou místností s jednou až třemi střílnami situovanými ve směru předpokládané palby. Přístup do objektu byl umožněn malými dveřmi v týlové stěně objektu. Konstrukce objektu byla realizována jako železobetonový monolit, který měl ochránit osádku před střelbou ze zbraní až do ráže 75 mm. Síla čelní stěny se pohybovala v rozsahu 500 – 600 mm, boční stěny 400 – 500, týlové stěny 200 – 300 mm a strop měl tloušťku 400 – 500 mm.  Tato kulometná hnízda byla začleněna do obrany před 2. sv. válkou.

## Budova – stavba
Kulometná hnízda mohou být zřizována i ve stávajících stavbách, jako je dům postavený na strategické pozici pro vedení palby nebo ve věži.